# Akie Kotabe
Akihiro Lawrence Kotabe (Lansing, 18 de julho de 1980), mais conhecido como Akie Kotabe, é um ator norte-americano. Seus papéis incluem Dr. Ji Dae-Sun em Humans, Dead Man em Everly, Meyers em The November Man, Eric em The Assets, Akira Takahashi em Mad Men e Shingo em The Achievers. Kotabe dubla o personagem Kyan na série animada da CBeebies, Go Jetters, bem como o personagem-título Rapaz-Ostra na série animada da Disney XD, Boyster.

## Vida e carreira
Akihiro nasceu em 1980, em Lansing, Michigan, nos Estados Unidos. Ele frequentou a Universidade da Califórnia em Santa Bárbara, na qual se formou em Estudos Teatrais. Akie começou sua carreira como ator, em 2005, com uma aparição na série da FOX Stacked, interpretando um cliente masculino. Em 2006, ele participou do elenco principal do filme de comédia dramática The Achievers, interpretando o papel de Shingo. Em 2008, foi convidado especial nas séries de TV CSI: Miami, Without a Trace e Ghost Whisperer, e em 2009, ele atuou no filme Midgets vs. Mascots, no papel de Deng Mann.
Em 2010, ele foi escalado para a série Southland, no papel de um colega de quarto, no mesmo ano, participou na série da AMC Mad Men, interpretando o papel de Akira Takahashi. Em 2014, ele participou da série da ABC The Assets, no papel de Eric D'Amaro, no mesmo ano, ele participou do elenco principal no filme Everly, interpretando o papel de Dead Man.
Em 2014 a 2015, ele participou da dublagem na série animada da Disney XD Boyster, no qual deu voz ao personagem principal "Boyster" ou Rapaz-Ostra, em 2015, ele foi escalado para a dublagem na série animada da CBeebies Go Jetters, onde deu a voz para o personagem "Kyan", e em 2016, ele participou do elenco do filme Arcadia.
Em 2019, Akie participou do elenco principal do filme The Tombs, interpretando o papel de Sebastian, em 2020, ele participou do filme The Complex: Lockdown, como Sr. Tanaka, um investidor bêbado; do filme Safeguard, como Kinji; e do filme Clay's Redemption, como Clay.
Em 2021, ele foi escalado para o filme Decrypted, em 2022, ele participou no filme The Son. E ele foi indicado para Melhor Ator no Festival Internacional de Cinema de Madrid de 2020 pelo filme neo-noir Clay's Redemption.

## Filmografia

### Cinema
| Ano  | Título                                | Título em português de Portugal    | Título em português do Brasil       | Papel                        | Notas |
| ---- | ------------------------------------- | ---------------------------------- | ----------------------------------- | ---------------------------- | ----- |
| 2006 | The Achievers                         |                                    |                                     | Shingo                       |       |
| 2007 | Paradise Hills                        |                                    |                                     |                              |       |
| 2009 | Midgets vs. Mascots                   |                                    |                                     | Deng Mann                    |       |
| 2009 | Pornography: A Thriller               |                                    |                                     | Jeremy/Adam                  |       |
| 2014 | Jack Ryan: Shadow Recruit             | Jack Ryan: Agente Sombra           | Operação Sombra: Jack Ryan          |                              |       |
| 2014 | The November Man                      | The November Man - A Última Missão | November Man: Um Espião Nunca Morre | Meyers                       |       |
| 2015 | Everly                                |                                    | Everly: Implacável e perigosa       | Homem Morto                  |       |
| 2016 | Jason Bourne                          |                                    |                                     |                              |       |
| 2016 | Arcadia                               |                                    |                                     | Jacob                        |       |
| 2016 | Eliminators                           |                                    |                                     |                              |       |
| 2018 | Another Day of Life                   | Mais um dia de vida                |                                     | Friedkin/Estudante (VO)      |       |
| 2019 | Fast & Furious Presents: Hobbs & Shaw |                                    |                                     |                              |       |
| 2019 | The Tombs                             |                                    |                                     | Sebastian                    |       |
| 2020 | The Complex: Lockdown                 |                                    |                                     | Sr. Tanaka                   |       |
| 2020 | Safeguard                             |                                    |                                     | Kinji                        |       |
| 2020 | Clay's Redemption                     |                                    |                                     | Clay                         |       |
| 2021 | Decrypted                             |                                    |                                     |                              |       |
| 2021 | Venom: Let There Be Carnage           |                                    |                                     | Irmão da vítima              |       |
| 2022 | The Son                               |                                    |                                     |                              |       |
| 2022 | The Batman                            |                                    |                                     | Passageiro solitário do trem |       |
| 2023 | Gran Turismo                          |                                    |                                     | Akira Akiba                  |       |

### Televisão
| Ano             | Título                                  | Título em português de Portugal         | Título em português do Brasil                               | Papel                                | Notas             |
| --------------- | --------------------------------------- | --------------------------------------- | ----------------------------------------------------------- | ------------------------------------ | ----------------- |
| 2005            | Stacked                                 |                                         |                                                             | Cliente masculino                    | 1 episódio        |
| 2005            | ER                                      | Serviço de Urgência                     | Plantão Médico                                              | Mako                                 |                   |
| 2006            | Day Break                               |                                         |                                                             |                                      | 2 episódios       |
| 2008            | Terminator: The Sarah Connor Chronicles | Terminator: As Crónicas de Sarah Connor | O Exterminador do Futuro: As Crônicas de Sarah Connor       | Kendo                                |                   |
| 2008            | CSI: Miami                              | CSI: Miami                              | C.S.I.: Miami                                               | O Jovem Johnny                       |                   |
| 2008            | Without a Trace                         | Sem Rasto                               | Desaparecidos                                               | Todd                                 |                   |
| 2008            | Ghost Whisperer                         | Em Contacto / Entre Vidas               | Ghost Whisperer                                             | Atendente                            |                   |
| 2010            | Day One                                 |                                         |                                                             | Aki                                  | Piloto            |
| 2010            | Southland                               | Southland                               | Southland: Cidade do Crime ou Southland – A Cidade do Crime | Colega de quatro                     |                   |
| 2010            | Mad Men                                 |                                         | Man Men: Inventando A Verdade                               | Akira Takahashi                      |                   |
| 2011            | All My Children                         |                                         |                                                             | Voz Distorcida                       | 12 episódios      |
| 2012            | Not Going Out                           |                                         |                                                             | Sr. Namasaki                         | Episódio: "Wogan" |
| 2014            | The Assets                              |                                         |                                                             | Eric D'Amaro                         | 4 episódios       |
| 2015            | Humans                                  |                                         |                                                             | Dr. Ji Dae-Sun                       |                   |
| 2014–2017       | Boyster                                 | Rapaz-Ostra                             | Boyster, O Menino Ostra                                     | Rapaz-Ostra (voz)                    | 52 episódios      |
| 2015 – presente | Go Jetters                              |                                         |                                                             | Kyan (voz)                           | 114 episódios     |
| 2016            | Flowers                                 |                                         |                                                             | Pai de Shun                          |                   |
| 2016–2017       | Teacup Travels                          |                                         |                                                             | Fusaaki/Katsuyori/Tokiyori/Atsu/Ryuu | 5 episódios       |
| 2018            | The Man in the High Castle              |                                         | O Homem do Castelo Alto                                     | Ben Nakamura                         | 6 episódios       |
| 2019            | Berlin Staton                           |                                         |                                                             | Sgt. Mark McClain                    |                   |

### Videogames
As produções que Akie dublou são:[carece de fontes?]
| Ano  | Título                                   | Papel             |
| ---- | ---------------------------------------- | ----------------- |
| 2011 | L.A. Noire                               | Soldado japonês   |
| 2016 | Homefront: The Revolution                | Huojin Yang       |
| 2017 | Horizon Zero Dawn                        | Ferl/Hashiv/Orn   |
| 2017 | Need for Speed Payback                   | Aki Kimura        |
| 2018 | Leisure Suit Larry: Wet Dreams Don't Dry | Richard/Everitt   |
| 2018 | State of Mind                            | Simon             |
| 2019 | Control                                  | Elenco Adicional  |
| 2019 | Terminator: Resistance                   | NPCs              |
| 2020 | The Complex                              | Investidor bêbado |